# برتقال
البُرتُقال أو برتقان (الاسم العلمي: Citrus Aurantium) هو نوع من أنواع الحمضيات تنتجه شجرة البرتقال وهو مصدر ممتاز لفيتامين سي ويساعد فيتامين (سي) الموجود في البرتقال على امتصاص الكالسيوم في الجسم، كما يحتوي أيضًا على فيتامين أ كما أنه مصدر للصوديوم، البوتاسيوم، المغنيسيوم، النحاس، الكبريت والكلورين. ويعد من الأطعمة التي تشكل القلويات حيث يخلف وراءه المادة القلوية في الأنسجة وبعدها يتم استغلاله وهذا ما يدفع إلى تحسين مقاومة الجسم ورفعها.
في عام 2019، زُرِع 79 مليون طن من البرتقال في جميع أنحاء العالم، حيث تنتج البرازيل 22% من الإجمالي، تليها الصين والهند.

## تاريخ
تعود أقدم إشارة موثقة للبرتقال الحلو في الأدب الصيني إلى عام 314 قبل الميلاد. في أوروبا، أدخل المغاربة البرتقال إلى شبه الجزيرة الأيبيرية والتي عرفت باسم الأندلس، حيث بدأت زراعته على نطاق واسع في القرن العاشر كما يتضح من تقنيات الري المعقدة التي تم تكييفها خصيصًا لدعم بساتين البرتقال.
تم إدخال ثمار الحمضيات (ومن بينها البرتقال المر) إلى صقلية في القرن التاسع خلال فترة إمارة صقلية، ومع ذلك لم يكن البرتقال الحلو معروفًا حتى أواخر القرن الخامس عشر أو بدايات القرن السادس عشر، حين جلب التجار الإيطاليون والبرتغاليون أشجار البرتقال إلى منطقة البحر الأبيض المتوسط. وبعد فترة وجيزة، اكتسب البرتقال الحلو شعبية كفاكهة صالحة للأكل، وأصبح يعتبر طعامًا فاخرًا يزرعه الأثرياء في أماكن خاصة.
وبحلول عام 1646، أصبح البرتقال الحلو معروفًا في جميع أنحاء أوروبا. كان لويس الرابع عشر ملك فرنسا يحب أشجار البرتقال كثيرًا وبنى أكبر مصانع البرتقال الملكية في قصر فرساي، حيث وضعت أشجار البرتقال في أحواض فضية صلبة في جميع أنحاء غرف القصر، وسمح مصنع البرتقال بزراعة البرتقال على مدار العام وتزويد البلاط الملكي. في حادثة تاريخية جديرة بالملاحظة عندما أدان لويس وزير ماليته نيكولا فوكيه في عام 1664، كان جزء من الكنوز التي صادرها عبارة عن أكثر من 1000 شجرة برتقال من ملكية فوكيه في فو لو فيكونت.
يعود الفضل إلى المسافرين الإسبان في جلب البرتقال الحلو إلى القارة الأمريكية. يُعتقد أن كريستوفر كولومبوس وفي رحلته الثانية عام 1493، ربما يكون قد زرع البرتقال في هيسبانيولا. جلبت البعثات اللاحقة في منتصف القرن السادس عشر البرتقال الحلو إلى أمريكا الجنوبية والمكسيك، وإلى فلوريدا في عام 1565، عندما أسس بيدرو مينينديز دي أفيليس مستوطنة سانت أوغسطين. جلب المبشرون الإسبان أشجار البرتقال إلى أريزونا بين عامي 1707 و1710، وفعل الفرنسيسكان الشيء نفسه في سان دييغو، كاليفورنيا في عام 1769. زرع بستان للبرتقال في بعثة سان غابرييل حوالي عام 1804، وتم إنشاء بستان تجاري في عام 1841 بالقرب من لوس أنجلوس في لويزيانا، التي من المحتمل أن يكون البرتقال قد وصل إليها عن طريق المستكشفين الفرنسيين.

## مكونات البرتقال وفوائده

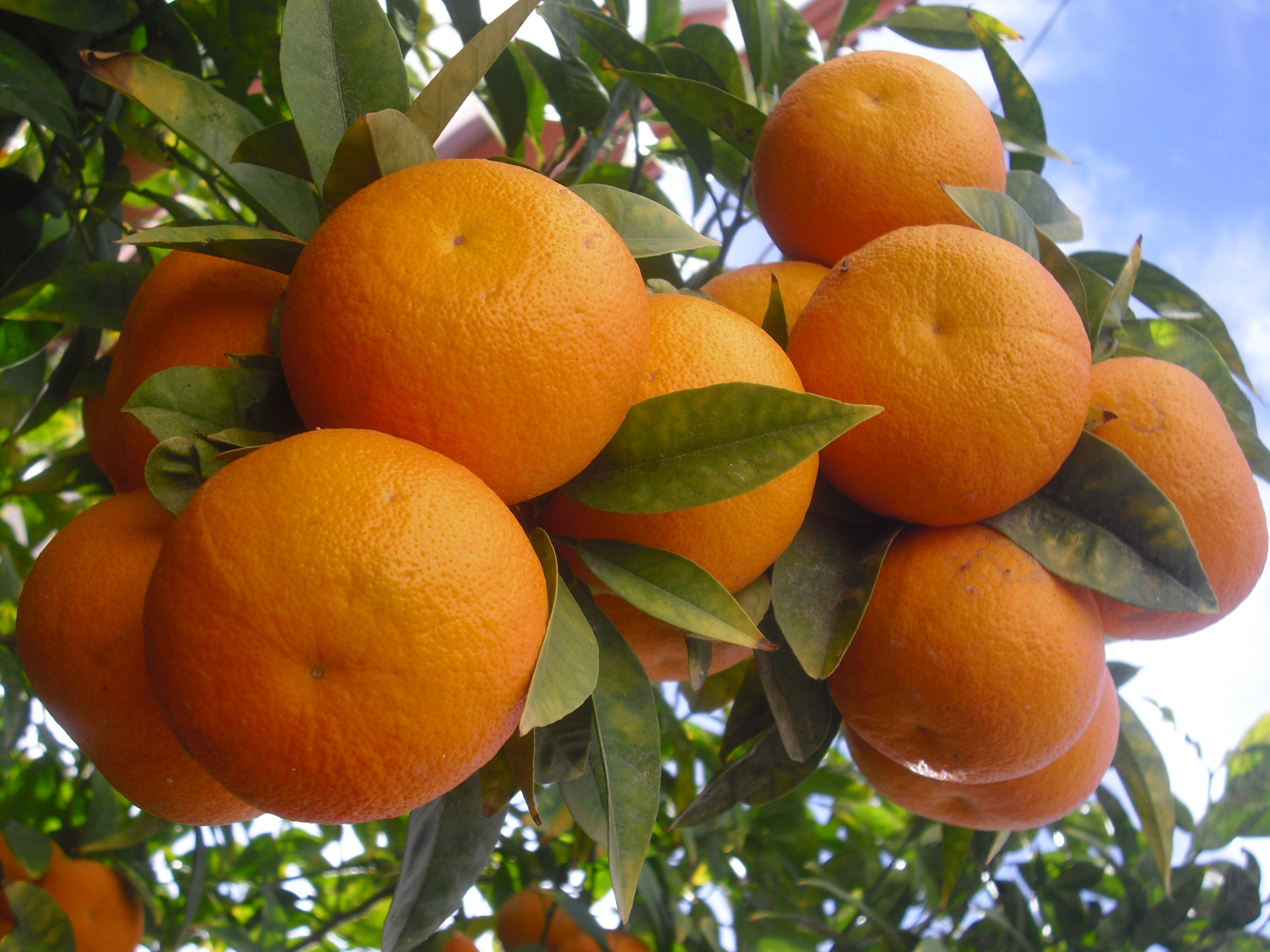
ثمار البرتقال في الشجرة

البرتقال يحتوي على ثمانية وعشرين عنصرًا غذائيًا أهمها: الحديد وسكر الفواكه، الفسفور، وفيتامين بي1، وفيتامين سي، الكالسيوم. ويساعد البرتقال على تثبيت الكلس في العظام، والوقاية من الأمراض الانتانية، والحمى التيفودية، والسعال الديكي، كما تستعمل أوراقه لمعالجة آلام الرأس، والسعال الصدري ويحتوي أيضًا على حمض الستريك ويحتوي كل 100 جرام من البرتقال على 43 سعرًا حراريًا كما يعتبر من أهم مكونات الطب البديل لما له من فوائد. وقد برهن الأطباء[ما هي؟]
على قيمة البرتقال العالية، فهو مثير للشهية ومنق للدم، ويخفف من ريح البطن، ويهدي المرارة. كما أنه منعش وبارد ومنظف للفم. وطارد للديدان ومسكن لآلام البطن ومقوي للعظام يقوي الأعصاب والقلب ومنوم ومهدئ ومريح للدماغ. يقوي الأظافر والشعر والأسنان ويقلل من نسبة الدهون (الكوليسترول). ينظم عملية الجهاز التنفسي للإنسان. وهو أيضًا مضاد للسعال والإنفلونزا. ينظم البرتقال عمل العضلات والعروق ويزيد الكالسيوم. مضاد للأمراض التناسلية ومرض السفلس وبعض الأمراض الزهرية. نافع للأمراض الجلدية كالجرب. يساعد على إزالة آثار التسمم نتيجة استعمال الأدوية الكيماوية. يقوي الجهاز العصبي والهضمي ونافع في علاج أورام المقعد والبواسير. يمنع الكثير من الأمراض السرطانية. البرتقال عامل مفيد للقضاء على بعض الترشحات للجهاز التناسلي عند النساء وعصيره مفيد ويعوض من حليب الأم. مفيد ومعطر ونافع مع السلطة.

## أنواع البرتقال
- البرتقال الحلو، ويسمى البرتقال السكري ويعتبر من أكثر سلالات البرتقال من ناحية الأهمية الاقتصادية وهذا النوع يستخدم معظمه في عمل عصير مركز يعبأ في عبوات خاصة للشرب.
- البرتقال اليوسفي، وهو نوع من البرتقال الصغير شديد الحلاوة ذو قشرة رقيقة سائبة يسهل فصلها عن الفصوص وبعض سلالات هذا البرتقال مثل برتقال ساتسوما لا توجد فيه بذور ويستعمل هذا النوع من البرتقال كفاكهة للتحلية وفي التعليب.
- بُرتقال سيفيل أو البرتقال الحمضي الذي يزرع أساسًا في إسبانيا والبرتقال من سلالة برجاموت الذي يزرع في جنوب إيطاليا وفي صقلية الذي يستخرج منه الزيت بالضغط ويستعمل في النكهة وفي صناعة العطور.

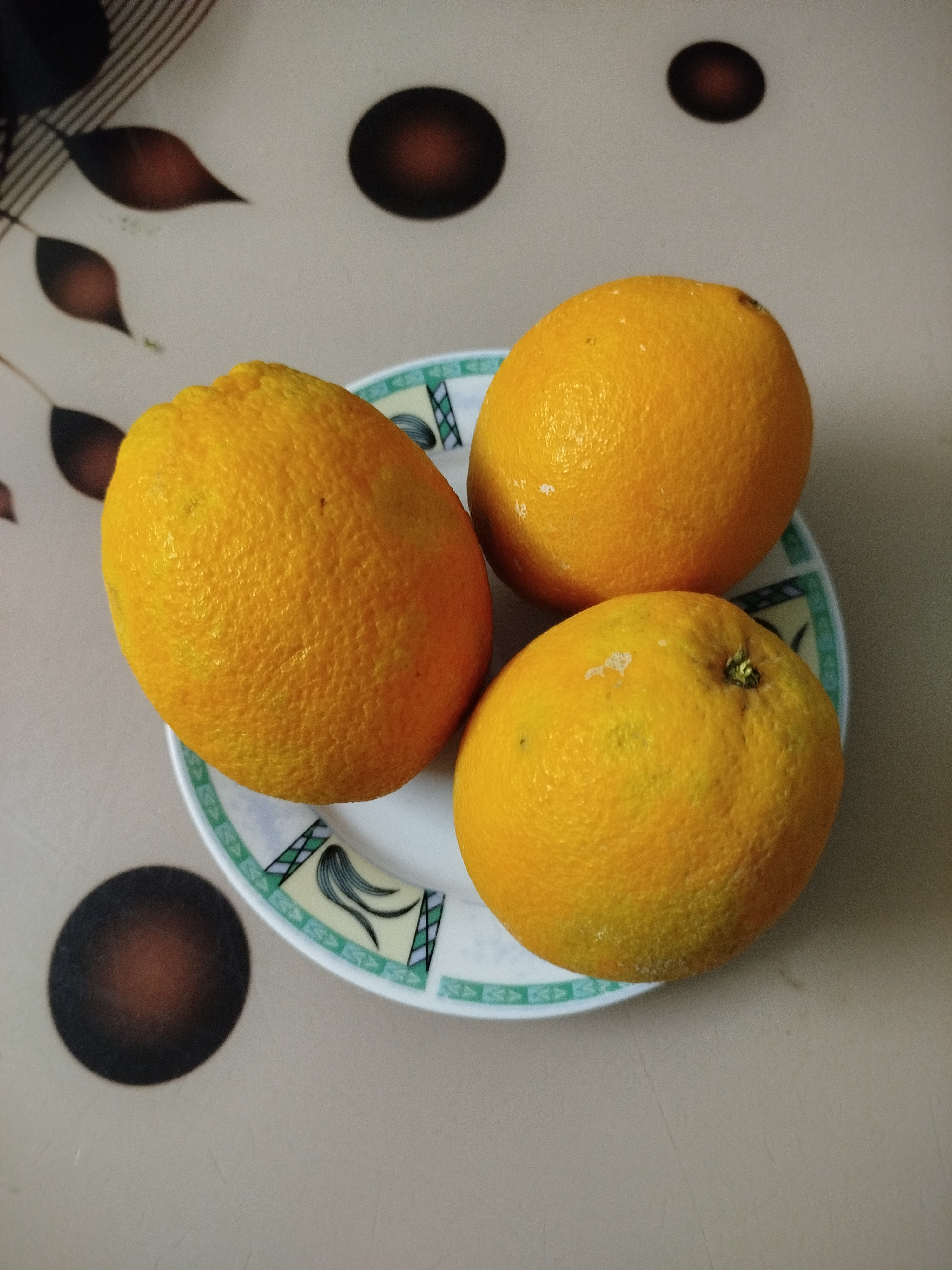
برتقال أبو سرة، فلسطين

- برتقال أبو سرة، فلسطين البرتقال أبو سرة، سمي كذلك لوجود نتوء يشبه السرة في قمة الثمرة. فوق
- البرتقال الياباني  ويسمى الكمكوات (Kumquat) الكمكوات، البرتقال الذهبي أو البرتقال الياباني، وهي فاكهة بلون برتقالي صغيرة الحجم، تشبه من بعيد البلح الأصفر، وله بذر من واحد لثلاث بذور في البرتقالة الواحدة وهي ذات طعم حلو لاذع قليلًا وغني بالمواد الغذائية المفيدة للجسم.

## المعلومات الغذائية
تحتوي كل حبة برتقال (184غ) بحسب وزارة الزراعة الأميركية على المعلومات الغذائية التالية:
- السعرات الحرارية: 86
- الدهون: 0.22
- الدهون المشبعة: 0
- الكاربوهيدرات: 21.62
- الألياف: 4.4
- البروتينات: 1.73
- الكولسترول: 0

يحتوي أيضا على فيتامين c.

## طالع أيضًا
- برتقال أحمر

## وصلات خارجية
- المعلومات الغذائية عن البرتقال
- كيف تقلع عن التدخين بواسطه البرتقال? على يوتيوب
- عصير البرتقال والجزر - منال العالم على يوتيوب